# Thỏ núi
Thỏ núi (danh pháp hai phần: Lepus timidus), còn được gọi là Thỏ tuyết.

## Phân bố
Thỏ tuyết là loài thỏ rừng phần lớn được thích nghi với môi trường sống cực và miền núi. Loài phân bố từ Fennoscandia với miền Đông Xibia, Ngoài ra còn có quần thể bị cô lập trong dãy núi Alps, Ireland, Ba Lan, Scotland và Hokkaidō. Nó cũng đã được du nhập đến Shetland và quần đảo Faroe.

## Mô tả

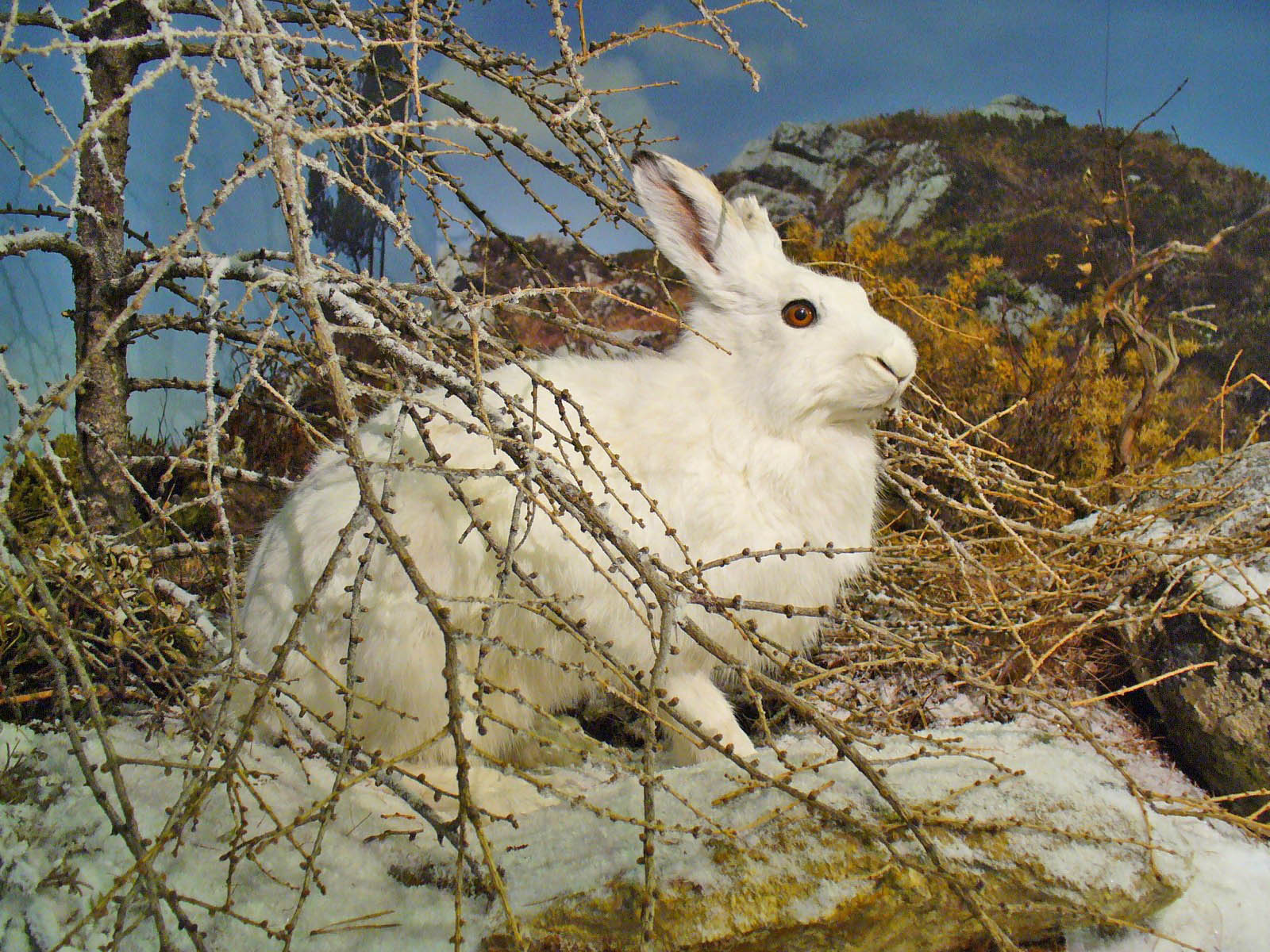
Thỏ rừng trong bộ lông mùa đông

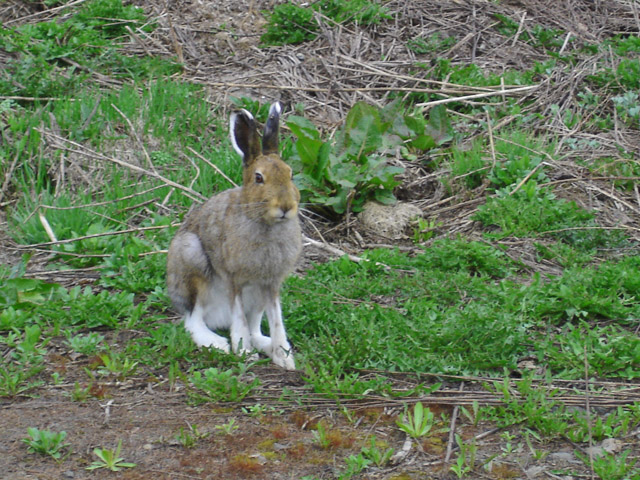
Ezo yuki uzagi, Hokkaido, Nhật Bản

Thỏ núi là một loài lớn, mặc dù nó hơi nhỏ hơn so với thỏ rừng châu Âu. Nó phát triển đến chiều dài 45–65 cm, với một cái đuôi dài 4–8 cm, và khối lượng 2-5,3 kg, con cái là hơi nặng hơn con đực. Trong mùa hè, đối với tất cả các quần thể thỏ rừng núi, màu lông có các sắc thái khác nhau của màu nâu. Để chuẩn bị cho mùa đông hầu hết quần thể thỏ núi thay bộ lông màu trắng (hoặc phần lớn là màu trắng). Đuôi vẫn hoàn toàn trắng quanh năm, phân biệt thỏ núi với thỏ rừng châu Âu (Lepus europaeus), trong đó có một mặt đen trên đuôi. Phân loài Lepus timidus hibernicus (thỏ núi Ailen) có bộ lông màu nâu quanh năm và các cá thể hiếm khi có bộ lông có màu trắng. Giống thỏ núi Ireland cũng có thể có mặt trên màu xám/tối trên đuôi, mà trong các quần thể khác luôn luôn có màu trắng. Màu đuôi này kết hợp với kích thước lớn của nó (so với hầu hết các quần thể khác của thỏ núi) và các sắc thái khác nhau của màu nâu ở thỏ Ireland, có thể khiến một người quan sát thiếu kinh nghiệm nhầm thỏ núi Ireland là con thỏ rừng châu Âu.

## Hành vi
Thỏ núi ở một số vùng là con mồi yêu thích của đại bàng vàng và có thể bị cú Á Âu Bubo bubo và cáo đỏ săn bắt. Chồn ermine có thể săn bắt thỏ núi non.
Trong khu vực phía bắc của Phần Lan, Na Uy và Thụy Điển, thỏ rừng núi và thỏ rừng châu Âu cạnh tranh với nhau môi trường sống. Thỏ rừng châu Âu có kích thước lớn hơn, thường là có thể đẩy bật thỏ rừng ra khỏi môi trường sống trong cuộc tranh đua nhưng lại ít thích nghi hơn để sống trong vùng tuyết: đôi chân của nó nhỏ và lông vào mùa đông của nó là một hỗn hợp của màu trắng và nâu. Trong khi lông mùa đông màu lông thực sự là một cách ngụy trang rất tốt trong các khu vực ven biển của Phần Lan, nơi tuyết bao phủ các cây bụi nhưng trong một thời gian ngắn, thỏ núi thích nghi tốt hơn đối với điều kiện tuyết nhiều hơn ở khu vực nội địa.
Thỏ Bắc Cực (Lepus arcticus) đã từng được coi là một phân loài thỏ rừng núi, nhưng nay nó được coi là một loài riêng biệt. Tương tự như vậy, một số nhà khoa học tin rằng các thỏ núi Ireland được coi là một loài riêng biệt. Thỏ núi có 14 phân loài được công nhận.